# Баширова, Гета Фаридовна
Ге́та (Генрие́тта или Гертру́да) Фари́довна Баши́рова (31 мая 1939, Ленинабад — 4 января 1991, Москва) — советская артистка балета, танцовщица. Заслуженная артистка Татарской АССР (1960).

## Биография

Гета Баширова — Вереника и Ревдар Садыков — Амун; балет «Египетские ночи», Татарский театр оперы и балета имени М. Джалиля, 1959

Гета Баширова родилась в семье татарского агронома Фарида Баширова, лауреата Сталинской премии 1951 года за разработку методики выращивания винограда. Мать — Анна Александровна, русская, получила два высших образования — агрономическое и педагогическое. В семье подрастали старшая дочь Наиля и младший брат Фарид.
Вместе с сестрой Гета училась в Узбекском хореографическом училище (1948—1952) в Ташкенте, затем поступила в Московское хореографическое училище, которое окончила в 1956 году. Наиля стала ведущей солисткой ансамбля узбекского народного танца «Бахор», а Гета с 1957 года — солистка казанского Театра им. Мусы Джалиля.

Гета Баширова пришла в театр из Московского хореографического училища в 1957 году. С тех пор она станцевала много разнохарактерных партий, среди которых — труднейшие роли балетного репертуара… Двадцатилетняя балерина покоряет свежестью лирического дарования, одухотворенностью движений. При этом поэтичность танца Башировой неизменно сочетается с технической точностью.
— Наталия Шумская, «Татарскому оперному театру 20 лет», 1959
.

Гета Баширова (Мальвина) и А. Литвинов в спектакле «Золотой ключик», Московский музыкальный театр им. К. С. Станиславского и Вл. И. Немировича-Данченко, 1973

С 1960 года в составе труппы Театра им. Станиславского и Немировича-Данченко в Москве.
Среди партий: Китри («Дон Кихот»), Мария («Бахчисарайский фонтан» Асафьева), Жизель, Одетта и Одиллия («Лебединое озеро»); Сари («Тропою грома»), Вереника («Египетские ночи» Аренского), Сюимбике («Шурале»), Марьям («Золотой гребень» Бакирова); Анна («Виндзорские проказницы»), Возлюбленная («Штраусиана» Бурмейстера), Одинокая («Берег надежды» Петрова), Мальвина («Золотой ключик» Вайнберга).
Балетный критик Галина Иноземцева в 1965 году писала:

Или вот Одинокая — Г. Баширова. Её танец, как и все во втором акте, построенный на мелких, вкрадчивых движениях, — он, как шепот, который то и дело «прорывается» криками боли и отчаяния — широкими, устремленными кверху прыжками. И это настроение безнадежности и глубокой тоски балерина передает каждым своим жестом, каждой позой.
— Галина Иноземцева, «Советская культура», 1965
Концертный репертуар Геты Башировой включал танцы народов мира: перуанский, японский, индийский, бирманский и другие.
В 1970 году родила дочь, Ларису, от чилийского коммуниста, агронома и музыканта Марсело Конча, который после обучения в Москве вернулся в Сантьяго. В 1976 году он был похищен и убит агентами DINA, о чём Гета узнала позже. Она оставила сцену, чтобы посвятить себя воспитанию дочери.
Гета Баширова скончалась 4 января 1991 года.

## Награды и звания
- Заслуженная артистка Татарской АССР (1960);
- В 1990 году журналом «Советская женщина» включена в перечень «Выдающиеся женщины всех времён»[4].